# Nient'altro che la verità (EP)
Nient'altro che la verità è il primo EP del rapper italiano Fabri Fibra, pubblicato il 31 ottobre 2007.

## Descrizione
L'EP è uscito solamente in allegato alla rivista la Repubblica XL, anticipando la pubblicazione del quarto album in studio Bugiardo. In occasione dell'uscita dell'EP, il cantante ha presentato l'inedito Questo è il nuovo singolo, una delle tracce dell'album Bugiardo.
Il disco contiene la versione mixata di alcuni brani dell'album Bugiardo uscito, quest'ultimo, dieci giorni dopo.

## Tracce
1. Hip Hop – 3:39
2. In Italia – 3:42
3. Questo è il nuovo singolo – 3:27
4. A questo show – 3:29
5. Bugiardo Megamix (contiene un mix delle tracce La posta di Fibra, Bugiardo, Questa vita, La soluzione e Non provo più niente.) – 8:33

Durata totale: 22:50